# Sussex (Nova Jérsei)
Sussex é um distrito localizado no estado americano de Nova Jérsei, no Condado de Sussex.  Até 1902, a localidade era chamada de Deckertown.

## Demografia
Segundo o censo americano de 2000, a sua população era de 2145 habitantes.
Em 2006, foi estimada uma população de 2170, um aumento de 25 (1.2%).

## Geografia
De acordo com o United States Census Bureau tem uma área de
1,6 km², dos quais 1,5 km² cobertos por terra e 0,1 km² cobertos por água. Sussex localiza-se a aproximadamente 37 m acima do nível do mar.

## Localidades na vizinhança
O diagrama seguinte representa as localidades num raio de 16 km ao redor de Sussex.